# Lukavîțea, Sambir
Lukavîțea (în ucraineană Лукавиця) este un sat în comuna Monastîreț din raionul Sambir, regiunea Liov, Ucraina.

## Demografie
Componența lingvistică a localității Lukavîțea
     Ucraineană (99,12%)
     Alte limbi (0,88%)
Conform recensământului din 2001, majoritatea populației localității Lukavîțea era vorbitoare de ucraineană (99,12%), existând în minoritate și vorbitori de alte limbi.